# Somatochlora borisi
Пролетна зеленка (Somatochlora borisi) е вид водно конче от сем. Зеленки (Corduliidae). Видът е описан едва през 2001 г. от България и се среща единствено в Източни Родопи и Странджа в България, Турция и Гърция.

## Етимология

### Научно име
Родовото име Somatochlora произлиза от гр. σῶμα /сома/ „тяло“ и χλωρός /хлорос/ „зелен“, заради зеленото тяло на видовете от този род. Видовият епитет borisi означава „на Борис“, „борисов“ – откривателят на вида Милен Маринов, го кръщава на сина си Борис.

## Разпространение
Видът е ендемичен в Тракийската област – България, Гърция и европейската част на Турция. Намиран е в българската и гръцката част на източните Родопи, както и в подножията на българската и турската част на Странджа – край устието на река Ропотамо и край Мидия и Чаталджа.

## Местообитание
Пролетната зеленка се среща в горски реки и потоци или поне такива с крайбрежия обрасли с дървета. Предпочита бавнотечащи (но не и стагнантни) водоеми. Установен е на надморска височина 0÷300 m.

## Външен вид

### Имаго
Възрастните имат дължина на тялото (заедно с аналните придатъци) 45÷50 mm. Дължината на задното крило е 31÷33 mm.

#### Глава
Очите на зрелите индивиди зелени с металически отблясък. Темето, тилният триъгълник и предната част на челото в същия цвят, но по-тъмни. Страните на челото с жълти петна, които в долната част се разширяват. Лабрумът черен, лабиумът и мандибулите – жълти. Задната част на главата е изцяло черна.

#### Гърди
Преднегръбът черен, с по едно жълто петно в предната и задната част на гръбната страна. Останалата част на гърдите (синтораксът) металически зелени, с гъсто светло окосмяване.
Краката черни, външната част на предните кокси жълти. При мъжките: предните пищяли от вътрешната страна с къс кил, средните – без, задните с добре развит кил.
Жилкуването на крилата предимно черно, леко изсветляващо край косталната жилка и първите няколко предвъзлови напречни жилки. Птеростигмата черна. 7÷9 напречни предвъзлови жилки на предното крило, 5 на задното крило. 7 следвъзлови напречни жилки на предното крило, 7÷8 на задното. Една напречна кубитално–анална жилка на предното крило, две на задното. Дискоидалната клетка (крилен триъгълник) с 1÷2 напречни жилки на предното крило и 0÷1 на задното.
Основата на крилата жълтеникава. Мембранулата бяла в основата и потъмняваща назад.

#### Коремче
Коремчето е почти изцяло тъмнозелено до почти черно, с метален отблясък. Втори и трети сегмент с по две жълти петна странично на гръбната страна.
Женски: коремчето е с почти успоредни страни. Горните анални придатъци са дълги почти колкото последните два коремни сегмента и са слабо извити навън.
Мъжки: коремчето има по-силно изразена бухалковидна форма с тясна основа. Горните анални придатъци са дълги почти колкото последните два коремни сегмента. Краищата им са заоблени и извити навън и надолу. Върха на долния анален придатък е слабо раздвоен и извит нагоре и малко назад.

## Начин на живот
Ранен вид, който лети от средата на май до края на юни. Мъжките патрулират край бреговете, близо до повърхността на водата, като предпочитат сенчестите места. От другите европейски зеленки (Corduliidae), със сходно поведение и местообитание е единствено Somatochlora meridionalis, но тя лети по-късно. Това разделяне във времето на двата вида, които често се срещат заедно, вероятно е възникнало за да не се конкурират възрастните за ресурси.

## Природозащитен статут
Международния съюз за защита на природата оценява вида като уязвим (Vulnerable), заради ниската численост на популациите и заплахата от негативни влияния от увеличаващата се селскостопанска дейност и климатичните промени.

## Систематика

### Типове
Somatochlora borisi е описана през 2001 от Милен Маринов по мъжки екземпляри (типова серия), събрани от местността на река Деймин дере (Deimin dere), край Бялградец, България (типово находище). Холотипът и паратиповете са депозирани в Националния природонаучен музей в София.

### Родова принадлежност
Първоначално видът е поставен в род Somatochlora, заради липсата на кил от вътрешната страна на средните пищяли и някои други признаци характерни за представителите на този род. Още от самото начало обаче, специалистите отбелязват, че видът има белези междинни за родовете Somatochlora и Cordulia.
След по-обстоен морфологичен и цитогенетичен анализ, се потвърждава, че видът не може да бъде приписан към споменатите родове и е описан нов род Corduliochlora Marinov & Seidenbusch, 2007. Новото име на вида става Corduliochlora borisi (Marinov, 2001). Други специалисти обаче, са на мнение, че е нужен по-обстоен филогенетичен анализ на цялото семейство Corduliidae, преди да се правят подобни таксономични промени.